# Isabella Teotochi Albrizzi
Isabella Teotochi Albrizzi (en grec: Ελισάβετ Θεοτόκη) (1760, Corcira, actualment Corfú, República de Venècia - 1836, Venècia, Imperi Austríac) fou una escriptora d'origen grec i veneciana d'adopció. Les trobades al seu Saló de Venècia hi desfilaven les celebritats d'Europa. Formava part del refinament de les dones de la formació enciclopedista amb un cert classicisme. Aquest entorn li va permetre deixar en testimoni el llibre Retratti (1807) a on descriu les figures com Alfieri, Cesarotti, Monti, Antonio Canova i el poeta Bertola, entre d'altres. També ens parla dels seus amants, però amb més prudència.